# R Aquarii
R Aquarii är en symbiotisk stjärna som tros bestå av en vit dvärg och en förmörkelsevariabel av Mira Ceti-typ,  i stjärnbilden Vattumannen. Stjärnan var den första i Vattumannens stjärnbild som fick en variabelbeteckning.
Den upptäcktes 1810 av den tyske astronomen Karl Ludwig Harding. Stjärnan ligger på ett avstånd av ungefär 600 ljusår från jorden och är därmed en av de närmaste kända symbiotiska stjärnorna.
Stjärnan varierar mellan magnitud +5,2 och 12,4 med en period av 387 dygn.

## Fotnoter
1. ↑  Variabelstjärnornas beteckningar börjar med bokstäverna R-Z, därefter A-Q , följt av RR-ZZ och AA-QQ, varefter de börjar betecknas med bokstaven V och ett ordningsnummer, från och med V335.